# Lažna jezgra
Lažna jezgra je dio kometa koji zbog osobitih okolnosti prividno izgleda kao jezgra kometa.
Kad je komet daleko od Sunca, u jezgri je zatočena vrlo mala aktivnost. Približavajući se Suncu, Sunčevo zračenje zagrijava jezgru, što je uzrok stvaranja sublimacije leda prema strani okrenutoj Suncu. Led izlazi iz raznih rupa, prenoseći putem brojnih atoma i molekula koje tvore razni led, prašinu i stijene u izvornoj jezgri. Ovo istjecanje stvara komu oko jezgre koja se pruža od nekoliko tisuća do milijuna kilometara daleko od jezgre, te rep materijala koje Sunčev vjetar obično otpuše u pravcu suprotnom Suncu. Jednom kad se pokrene ova aktivnost, prava jezgra nije vidljiva sa Zemlje zbog materijala unutar kome koja maskira malu jezgru. Tada se pojavljuje točka na kometu koja je najsvjetlija, ali nije prava jezgra pa je astronomi zovu "lažnom jezgrom".
Gledano golim okom, lažna jezgra može dati kometu izgled izdužene jezgre.

## Vanjske poveznice
- JPL, NASA Mark Kidger: False Nuclei and Nucleus Splittings